# Risen 2: Dark Waters
Risen 2: Dark Waters — компьютерная ролевая игра, разработанная компанией Piranha Bytes, сиквел игры Risen.

## Разработка
1 апреля 2010 появилась первая информация об игре. Игра вышла на ПК 27 апреля 2012. На консоли в августе 2012 года.
25 марта 2011 в Мюнхене состоялась закрытая презентация Risen 2 для прессы, репортажи с которой были опубликованы 7 июня 2011 после снятия разработчиками информационной блокады с проекта.

## Сюжет
Действие «Тёмных вод» начнется через несколько лет после событий, описанных в первой части игры. Внешность ГГ несколько изменилась, по отношению к первой части: волосы его отросли, на глазу повязка, скрывающая последствия использования Окуляра инквизитора Мендосы, оставшиеся с прошлой части. После спасения островка Фаранги и победы над Огненным Титаном, в мире мало что изменилось: остальная земля всё так же раздирается другими Титанами, да к тому же ещё и появилась целая куча других монстров, которые, в частности, нападают на корабли, вышедшие в море; связь между островами потеряна. Безымянный, видя, что его заслуг мало и надо бороться с ещё большими силами противника, не находит ничего лучше как начать пить.
Безымянный встречает Пэтти, дочь капитана Грегориуса Стальная Борода из первой части, которая, как оказывается, выжила в ходе последнего кораблекрушения. Именно Пэтти и рассказывает ГГ о том, что пиратам известен способ безопасно плавать по морям, не подвергаясь нападениям морских чудовищ. Заручившись поддержкой Карлоса, Безымянный вместе с Пэтти отправляются на поиски её отца, который должен помочь им остановить окончательное разрушение мира.

## Отзывы и продажи
| Сводный рейтинг       | Сводный рейтинг                                                          |
| Агрегатор             | Оценка                                                                   |
| --------------------- | ------------------------------------------------------------------------ |
| GameRankings          | 67,59 % (PC) 58,27 % (X360)                                              |
| Metacritic            | 69/100 (PC, 51 обзор) 60/100 (X360, 18 обзоров) 47/100 (PS3, 13 обзоров) |
| Русскоязычные издания |                                                                          |
| Издание               | Оценка                                                                   |
| Absolute Games        | 63/100                                                                   |
| PlayGround.ru         | 8,8/10                                                                   |

Игра получила смешанные отзывы на PC и Xbox 360 и преимущественно отрицательные отзывы на платформе PS3. На сайте-агрегаторе Metacritic средняя оценка игры составляет 69 из 100 на основе 51 обзора для платформы PC, 60 из 100 на основе 18 обзоров для платформы Xbox 360, 47 из 100 на основе 13 обзоров для платформы PlayStation 3.
Летом 2018 года, благодаря уязвимости в защите Steam Web API, стало известно, что точное количество пользователей сервиса Steam, которые играли в игру хотя бы один раз, составляет 713 807 человек.